# Giussago
Giussago là một đô thị ở tỉnh Pavia trong vùng Lombardia của Ý, có cự ly khoảng 20 km về phía nam của Milan và khoảng 11 km về phía bắc của Pavia. Tại thời điểm ngày 31 tháng 12 năm 2004, đô thị này có dân số 4.053 người và diện tích là 24,8 km².
Giussago giáp các đô thị sau: Borgarello, Bornasco, Casarile, Certosa di Pavia, Lacchiarella, Rognano, San Genesio ed Uniti, Vellezzo Bellini, Zeccone.